# 배정훈
배정훈(1973년 12월 20일~)은 롯데 자이언츠에서 뛰었던 전 야구 선수다. 1997년에는 백업 포수를 맡기도 했다.

## 기록
- 1996년 : 12경기 5안타 타율 0.294
- 1997년 : 59경기 19안타 타율 0.176
- 1998년 : 22경기 10안타 타율 0.270

## 출신 학교
- 부산고등학교
- 동아대학교

## 같이 보기
- 1998년 롯데 자이언츠 시즌